# Lasianthus maculatus
Lasianthus maculatus är en måreväxtart som beskrevs av William Grant Craib. Lasianthus maculatus ingår i släktet Lasianthus och familjen måreväxter.
Artens utbredningsområde är Thailand. Inga underarter finns listade i Catalogue of Life.